# Takahiro Mori
Takahiro Mori –en japonés, 森隆弘, Mori Takahiro– (2 de marzo de 1980) es un deportista japonés que compitió en natación.
Ganó dos medallas en el Campeonato Pan-Pacífico de Natación de 2002, plata en 200 m estilos y bronce en 400 m estilos. Participó en los Juegos Olímpicos de Atenas 2004, ocupando el sexto lugar en la prueba de 200 m estilos.

## Palmarés internacional
| Campeonato Pan-Pacífico | Campeonato Pan-Pacífico | Campeonato Pan-Pacífico | Campeonato Pan-Pacífico |
| Año                     | Lugar                   | Medalla                 | Prueba                  |
| ----------------------- | ----------------------- | ----------------------- | ----------------------- |
| 2002                    | Yokohama (Japón)        | Medalla de plata        | 200 m estilos           |
| 2002                    | Yokohama (Japón)        | Medalla de bronce       | 400 m estilos           |